# Rosa María Britton
Rosa María Britton (Panama, 28 luglio 1936 – Panama, 16 luglio 2019) è stata una scrittrice e medico panamense.
Studiò medicina a Madrid e New York. Vinse il premio Ricardo Miró per quattro volte.

## Romanzi
- El ataúd de uso, 1982, Panama.
- El Señor de las lluvias y el viento, 1984, Panama.
- No pertenezco a este siglo 1991, Panama.
- Todas íbamos a ser reinas, 1997, Colombia.
- Laberintos de orgullo, 2002 Costa Rica.
- Suspiros de fantasmas, 2005 Costa Rica.

## Storie
- ¿Quién inventó el mambo? , 1985, Panama.
- La muerte tiene dos caras, 1987, Costa Rica.
- Semana de la mujer y otras calamidades,  1995, Spagna.
- La nariz invisible y otros misterios, 2001, Spagna.
- Historia de Mujeres Crueles, Editorial Alfaguara, 2011. ISBN 978-9962-8968-1-4

## Premi
- Premio Ricardo Miró

1982- Romanzi: El ataúd de uso
1984- Romanzi: El Señor de las lluvias y el viento
1985- Storie: ¿Quién inventó el mambo? 
1991- Romanzi: No pertenezco a este siglo
- Premio Walt Whitman

1987- Storie: La muerte tiene dos caras